# Crocifissione con la conversione del centurione
La Crocifissione con la conversione del centurione è un dipinto a olio su tavola (50,8x34,6 cm) di Lucas Cranach il Vecchio, databile al 1536 e conservato nella National Gallery di Washington. Ne esiste una buona versione anche alla Staatsgalerie di Aschaffenburg.

## Storia e descrizione
L'opera è un tipico esempio di iconografia riformata della quale Cranach, amico personale di Lutero e della sua cerchia, fu uno dei primi e più importanti interpreti. Inizialmente, infatti, la Riforma fu tutt'altro che ostile alle immagini, anzi esse vennero spesso usate come fondamentale veicolo della propaganda delle nuove idee.
In questa tavola Cranach ritrasse la scena della crocifissione sullo sfondo di un cielo scuro, ottenebrato da ammassi di nuvole tempestose, ma che va rischiarandosi all'orizzonte come in una nuova alba. È il momento della morte di Gesù, raffigurato al centro, frontale, con ai lati i due ladroni disposti prospetticamente in tralice. In basso sono assenti tutti i tradizionali personaggi dell'iconografia cattolica (san Giovanni, le cosiddette tre Marie, le pie donne...), ma si vede solo un centurione a cavallo, vestito elegantemente come un nobiluomo tedesco dell'epoca. Questi, con un gesto di stupore che fa impennare anche il cavallo, riconosce il vero Cristo e pronuncia la frase evangelica: WARLICH DISER MENSCH IST GOTES SVN GEWEST («Davvero quest'uomo era il Figlio di Dio», Marco 15:39). In alto invece si leggono le ultime parole esalate da Gesù in croce appena prima di morire: VATER IN DEIN HET BEFIL ICH MEIN GAIST («Padre, nelle tue mani consegno il mio spirito», Luca 23:46).
Le due scritte sono "clamorosamente" in tedesco e non nel latino canonico: la traduzione delle Sacre Scritture e l'uso delle lingue locali fu infatti uno dei più eclatanti contributi culturali del luteranesimo. Inoltre, l'episodio della conversione del centurione era particolarmente gradito al protestantesimo in quanto portato ad esempio del precetto dottrinale della "giustificazione per sola fede".
Disposti secondo una tecnica "scenografica" piuttosto usuale in Cranach, i corpi chiari dei tre giustiziati (in particolare quello del Cristo, sottolineato dal candore della fascia che gli cinge i lombi e sventola ai lati della croce) sono posti in risalto dalla caligine che rabbuia il fondale. Anche l'isolata ma corposa presenza del centurione ai piedi delle croci costituisce un punto d'attrazione per lo sguardo dello spettatore, condotto inevitabilmente a seguire la linea di congiunzione tra il volto del cavaliere e quello di Gesù.